# Daniel Sowerby
Daniel Sowerby (1958 – 14 januari 2025) was een Engels-Nederlands moordenaar die in Nederland tot levenslang is veroordeeld voor een moord in 2002.

## Eerste moord
Sowerby werd vermoedelijk in Engeland geboren en pleegde daar op 19-jarige leeftijd een moord. Daarvoor werd hij in 1978 tot een levenslange celstraf veroordeeld, met de mogelijkheid om na twaalf jaar weer vrij te komen, op voorwaarde dat hij de moord bekende. Dat deed hij niet en hij ontsnapte na 23 jaar in 2001 uit een open inrichting.

## Tweede moord
Op 28 november 2002 vermoordde hij de 52-jarige oud-leraar Gerard Meesters na verschillende bedreigingen in diens huis in de stad Groningen. Sowerby handelde in opdracht van een criminele organisatie, die het gemunt had op de zuster van het slachtoffer, die werd verdacht van diefstal van een partij drugs. Omdat het slachtoffer geen informatie gaf over de verblijfplaats van zijn zus, werd hij om het leven gebracht.

## Proces
Op 7 juli 2005 werd Sowerby tot een levenslange celstraf veroordeeld wegens moord. De levenslange straf werd in hoger beroep bevestigd. Sowerby werd ook mede tot levenslang veroordeeld wegens de eerste moord in 1978. Hij overleed in gevangenschap in 2025, op 66-jarige leeftijd.